# Азнар I Галиндез
Азнар I Галиндез (шп. Aznar I Galíndez) (?? - 839) био је гроф Арагона од 809. до 820, наследник Ауреолуса од Арагона. Од губитка Арагона, до своје смрти 893. године, Азнар I је био гроф Сердање (кат. Cerdanya) и Урђељ (кат. Urgell). Неки извори га такође помињу и као грофа од Хаке шп. Jaca.
Азнар I је био праунук Галинда, вероватно оснивача фамилије која је ушла заједно са Францима у рехион.
Био је ожењен са Енеком Гарсес, за коју се верује да је била дама из Гаскоње, са којом је имао четворо деце:
- Матрона, удата за Гарсију I Галиндеза, који је сменио Азнара и владао од 820-833.
- Етил
- Кентулф
- Галиндо I Азнарес, гроф Арагона од 844. до 867. и такође од Урђеља и Сердање.

Азнар I је био франачки вазал. Претпоставља се да је 820. то вазалство прекинуто због приближавања Памплони и династији Бану Каси у долини Ебра. Због тога је изгубио грофовију Арагон, мада је добио Урђељ и Сердању.